# Ploceus bojeri
Ploceus bojeri е вид птица от семейство Ploceidae.

## Разпространение
Видът е разпространен в Етиопия, Кения, Сомалия и Танзания.